# Fort Meade (Maryland)
Fort Meade és una concentració de població designada pel cens dels Estats Units a l'estat de Maryland. Segons el cens del 2000 tenia 9.882 habitants.

## Demografia
Segons el cens del 2000, Fort Meade tenia 9.882 habitants, 2.432 habitatges, i 2.307 famílies. La densitat de població era de 579 habitants/km².
Dels 2.432 habitatges en un 78,7% hi vivien nens de menys de 18 anys, en un 81% hi vivien parelles casades, en un 10,6% dones solteres, i en un 5,1% no eren unitats familiars. En el 4,7% dels habitatges hi vivien persones soles el 0,2% de les quals corresponia a persones de 65 anys o més que vivien soles. El nombre mitjà de persones vivint en cada habitatge era de 3,48 i el nombre mitjà de persones que vivien en cada família era de 3,58.
Per edats la població es repartia de la següent manera: un 38,9% tenia menys de 18 anys, un 16,8% entre 18 i 24, un 40,3% entre 25 i 44, un 3,7% de 45 a 60 i un 0,3% 65 anys o més.
L'edat mediana era de 23 anys. Per cada 100 dones de 18 o més anys hi havia 114,2 homes.
La renda mediana per habitatge era de 40.661 $ i la renda mediana per família de 40.491 $. Els homes tenien una renda mediana de 27.474 $ mentre que les dones 22.165 $. La renda per capita de la població era de 13.466 $. Entorn del 4,7% de les famílies i el 5,4% de la població estaven per davall del llindar de pobresa.

## Poblacions més properes
El següent diagrama mostra les poblacions més properes.